# 若駒プロ
若駒プロ（わかこまプロ）とは、日本の演劇・殺陣プロダクションの名称である。通称若駒。

## 概要
前身は日本初のスタントマングループである『若駒冒険グループ』。
1963年、NHK大河ドラマ『太閤記』の殺陣師を務めることになった林邦史朗が、プロデューサーの依頼で派手に馬から落っこちたり、テレビの画面を飛び出す程の迫力ある立ち廻りの演出にする為、危険なシーンを演じてくれるメンバーを揃えることになったのがきっかけ。
1976年、正会員との分け隔てなく、立ち廻りに関する技術の会得を目的に『若駒アクションクラブ』が創設。
『若駒冒険グループ』が株式会社形態になり、『株式会社若駒プロ』となり、その略称が『若駒』である。
習得出来る稽古内容は他の比ではなく、弓から手裏剣、棒術・薙刀術・杖術・剣術と、古武術の研究に余念のない林の指導のもとなので、ここで得られない技術は皆無に等しいとされる。

## 代表作
- 林邦史朗が担当
  - 大河ドラマシリーズ
  - 俺たちの勲章
  - 大追跡
  - 俺たちは天使だ!
- 車邦秀が担当
  - ウルトラマン80
  - ウルトラマンコスモス
  - 西郷どん
- 竹田寿郎が担当
  - 陽炎の辻
- 新実が担当
  - 春の波涛
  - オトコマエ!
- 中川邦史朗が担当
  - 真田丸
- 松本真治が担当
  - どうする家康
- その他
  - 鳴門秘帖

## 関連団体
- 若駒アクションクラブ
- 殺陣道場総本部武劇館
- 全日本刀道連盟
- 国際護身術振興会
- 琉球古武術保存振興会
- 日俳連アクション部会
- ジャパンアクションギルド

## 著作
- 『殺陣師見参』（壮神社）
- 『殺陣武術指導 林 邦史朗』（体育とスポーツ社、）